# Överföring
För överföring i betydelsen att överföra pengar, se Giro
Överföring är ett centralt begrepp inom psykoanalys och psykodynamisk psykoterapi som ökar förståelsen för den terapeutiska relationens mindre medvetna sidor: Genom patientens överföring tillskrivs terapeuten omedvetet eller förmedvetet egenskaper, avsikter, känslor och föreställningar som har sitt ursprung i patientens tidigare relationer. Överföring kan vara ett uttryck för patientens problematik. 

## Positiv och negativ överföring
Sigmund Freud skilde mellan positiv och negativ överföring. Positiv överföring präglas av att den hjälpsökande har förtroende för analytikern. Negativ överföring blir lätt ett hinder för arbetet och innebär att den hjälpsökande är fientligt inställd gentemot analytikern. Överföringen är i båda formerna dels ett hinder såtillvida att det försvårar för patienten att tala sanning och dels ett av de centrala verktygen för att genomskåda och medvetandegöra omedvetna eller förmedvetna föreställningar och fantasier.

## Överföringsneuros
Freud använder termen överföringsneuros för att beteckna den hjälpsökandes tillstånd när vederbörandes önskningar och föreställningar koncentreras på relationen till analytikern. Neurosen kan enligt Freud upplösas genom att medvetandegöra och tolka den och det låter sig ofta ske genom analys av patientens idéer om sin analytiker.

## Behovet av egen analys
För att kunna erbjuda en fullgod psykoanalys/psykoterapi behöver psykoterapeuten eller psykoanalytikern så långt möjligt vara klar över vad i patientens material som är att hänföra till patientens inre värld och överföring, och vad som kan tänkas vara patientens svar på terapeutens egen motöverföring: Det vill säga vad i det patienten kommunicerar som utgör svar på terapeutens egna problem. Därför är egen terapi/analys ett viktigt moment i blivande psykoterapeuters och psykoanalytiker utbildning.

## Kritik
Den amerikanske psykoanalytikern Robert Langs menar att det inte ter sig biologiskt hållbart att människor regelmässigt skulle missuppfatta varandras intentioner så som överföringsbegreppet antyder: 
"The tranference concept implies that the human mind is inclined to misread immediate reality in a manner that threatens rather than serves survival. Because there is no evident survival value to such mistakes, the thesis of tranference goes against fundamental evolutionary and adaptive principles."

## Övriga funderingar
Man kan säga att framhållandet av "överföring" och "motöverföring" som ett centralt begrepp samtidigt leder till man relativiserar möjligheterna för analytikern att uttala sig sanningsenligt om patienten. Dvs att det som är väsentligt avseende patientens bevekelsegrunder och lidanden kan man inte säga så mycket om utan det måste patienten själv benämna: analytikerns uppgift är att undanröja hinder för det - till exempel blockerande överföringar, så att patienten kan tala sanning om sig själv. På denna punkt skiljer sig analysen radikalt från andra behandlande traditioner och kunskapstraditioner (t.ex. gängse psykiatri där läkaren är "expert" och fastslår diagnos (beteckning) på lidandet, dvs den som äger rätten att auktoritativt uttala vad som är sant). 
Denna speciella psykoanalytiska syn på förhållandet till "objekten" har också uppmärksammats av andra vetenskapliga discipliner och har varit oerhört berikande inom flera former av socialt arbete, litteratur och litteraturanalys, antropologi och arkeologi, sociologi, med mera. Den har också stora likheter med andra formuleringar inom flera andra filosofiska främst vetenskapsteoretiska, arbeten.